# Maria Francesca Rossetti
Pour les articles homonymes, voir Rossetti.
Maria Francesca Rossetti (née le 17 février 1827 à Londres et morte dans la même ville le 24 novembre 1876) est une femme de lettres et critique littéraire britannique.

## Biographie
Fille de Gabriele Rossetti et de Frances Polidori, elle est la sœur aînée de l'artiste Dante Gabriel Rossetti, de l'écrivain William Michael Rossetti et Christina Georgina Rossetti, ainsi que la cousine au second degré de Theodoric Pietrocola Rossetti, qui a fréquenté la maison londonienne de leur famille, partageant avec elle des intérêts littéraires et religieux. À l'âge de 14 ans, elle publie une traduction du poème In morte di Guendalina Talbot de Giampietro Campana. Elle contribue à faire connaître Dante Alighieri .

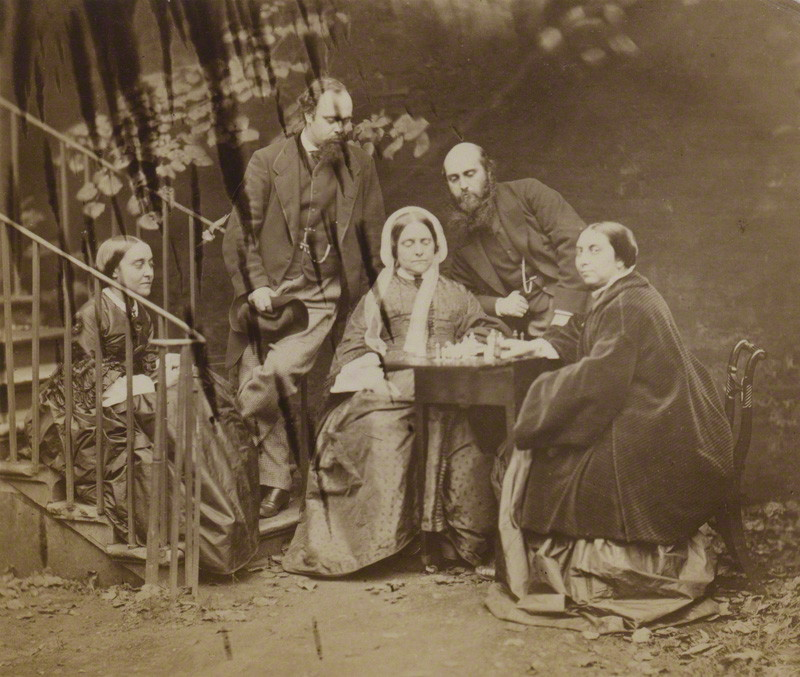
La famille Rossetti photo de Lewis Carroll, 1863, depuis la droite Maria Francesca, William Michael, Frances Polidori, Dante Gabriel, Christina - Chelsea, National Portrait Gallery, Londres

Elle est l'auteur d'une critique de Dante, publiée en 1871, qui a fait l'objet de  rééditions et traductions. Elle est professeur de littérature anglaise, française et italienne. Parmi ses élèves figure la jeune Lucy Madox Brown, épouse de William Michael Rossetti, et certaines de ses publications sont de nature didactique, comme les deux petits volumes d'exercices de traduction : Exercises in Idiomatic Italian et Aneddoti italiani, imprimés en 1867.
En 1873, elle devient religieuse et entre au couvent anglican de Society of All Saints. C'est au cours de cette période qu'elle écrit ses Letters To My Bible Class et la traduction du latin du livre The Day Hours[10] en 1875. L'année suivante, atteinte d'un cancer de l'utérus, elle meurt à l'âge de 48 ans et est enterrée dans le carré réservé du couvent au cimetière de Brompton .
Christina Georgina Rossetti, lui dédie son poème Goblin Market.